# Alois Epstein

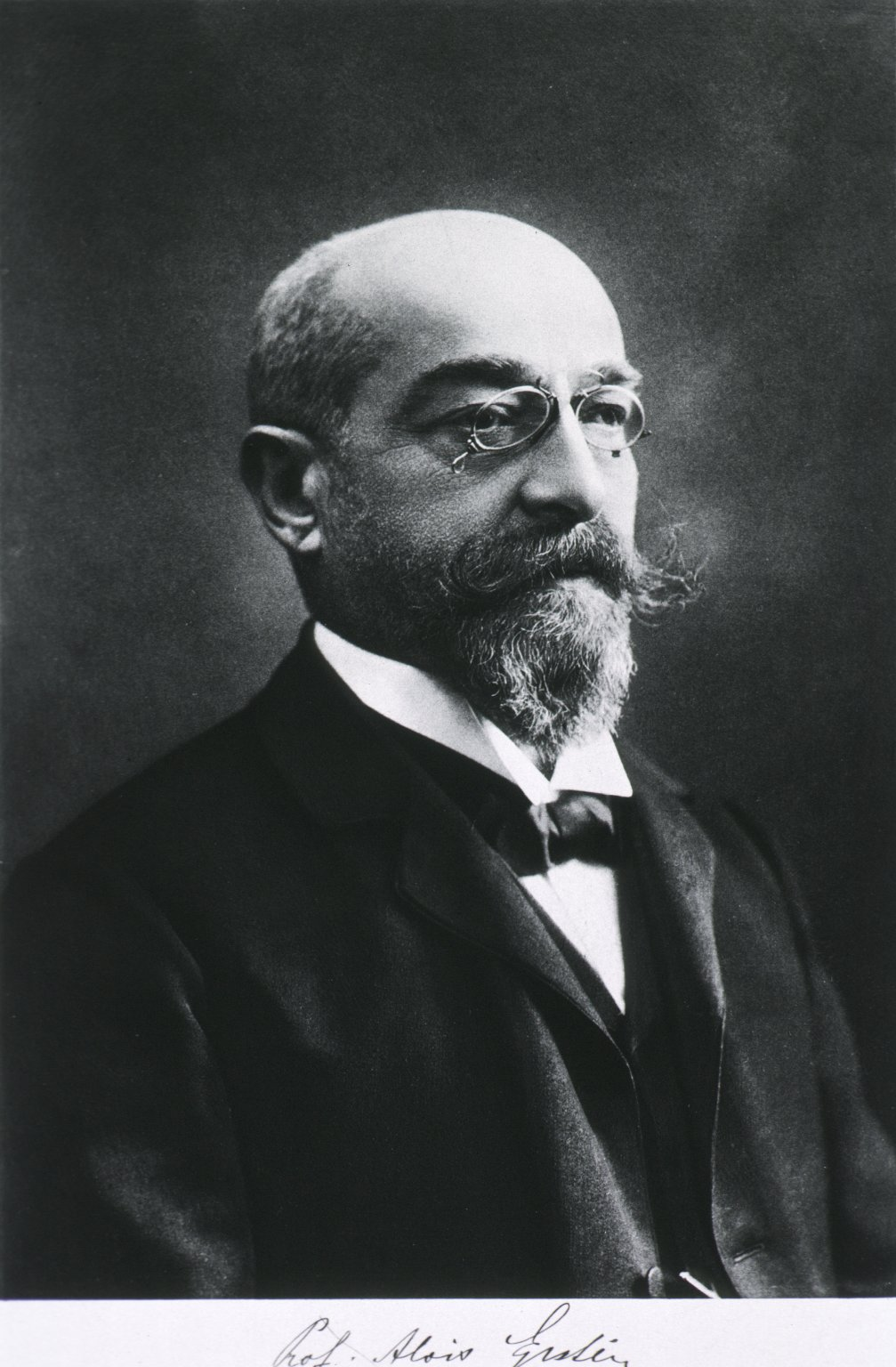
Alois Epstein

Alois Epstein (* 1. Januar 1849 in Kamenitz a. d. Linde, Böhmen; † 27. Oktober 1918 in Prag) war ein tschechischer Kinderarzt.

## Leben
Er wuchs in einer jüdischen Familie auf und besuchte das Gymnasium in Jindřichův Hradec (deutsch Neuhaus). Danach studierte er an der Universität Prag, wurde 1873 zum Dr. med. promoviert und war ab 1880 Privatdozent für Kinderheilkunde.
1881 wurde er Primararzt der Prager Findelanstalt und war Supplent an der Kinderklinik der Universität, an der er 1884 zum außerordentlichen Professor berufen wurde. Er war Mitherausgeber des Jahrbuches für Kinderkrankheiten. Am 19. Oktober 1888 wurde er zum Mitglied der Leopoldina (Matrikel-Nr. 2797) gewählt.
Alois Epstein war der Onkel des Prager Pädiaters Berthold Epstein.

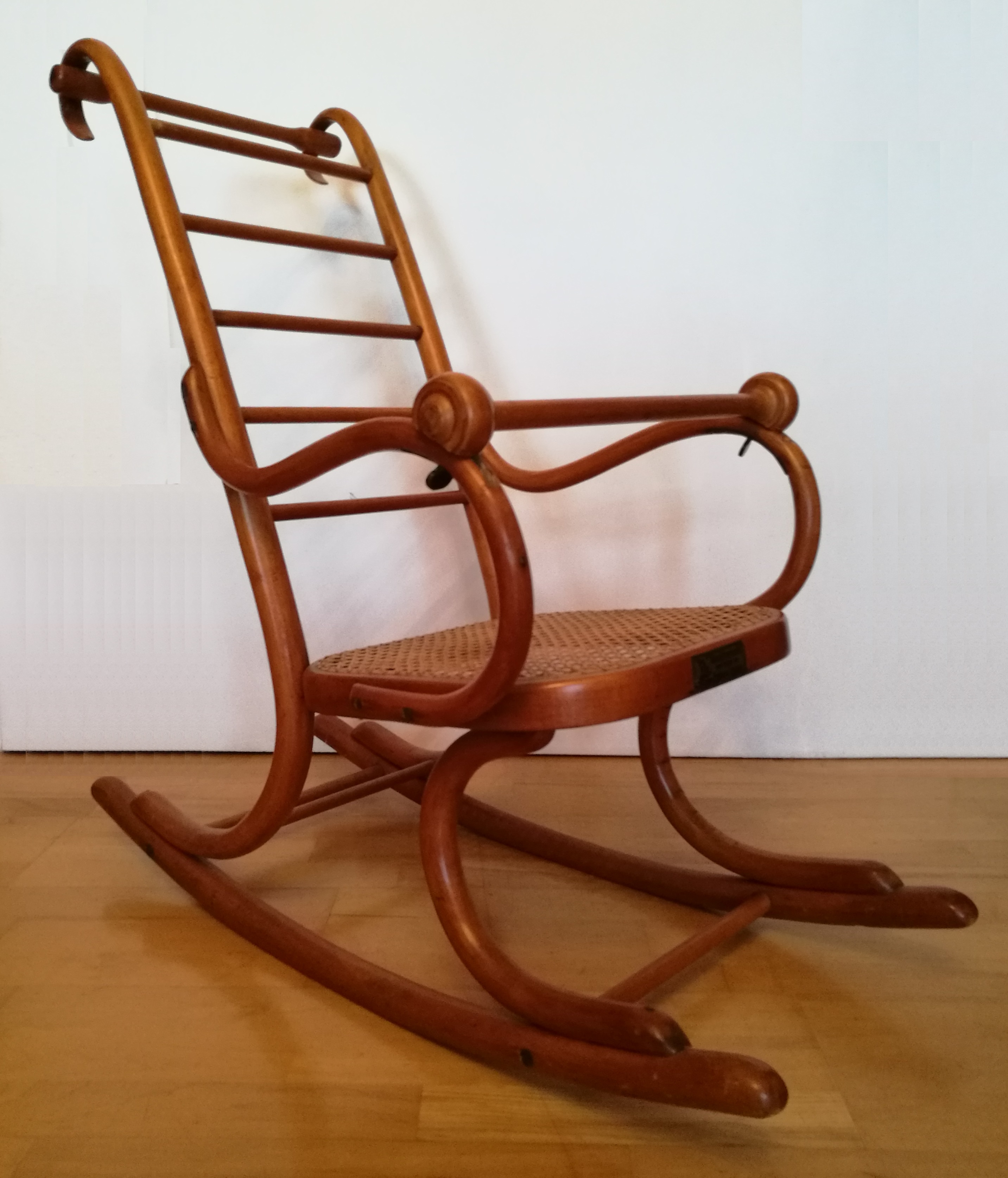
Kindersessel nach Epstein – Größe 2, Thonet

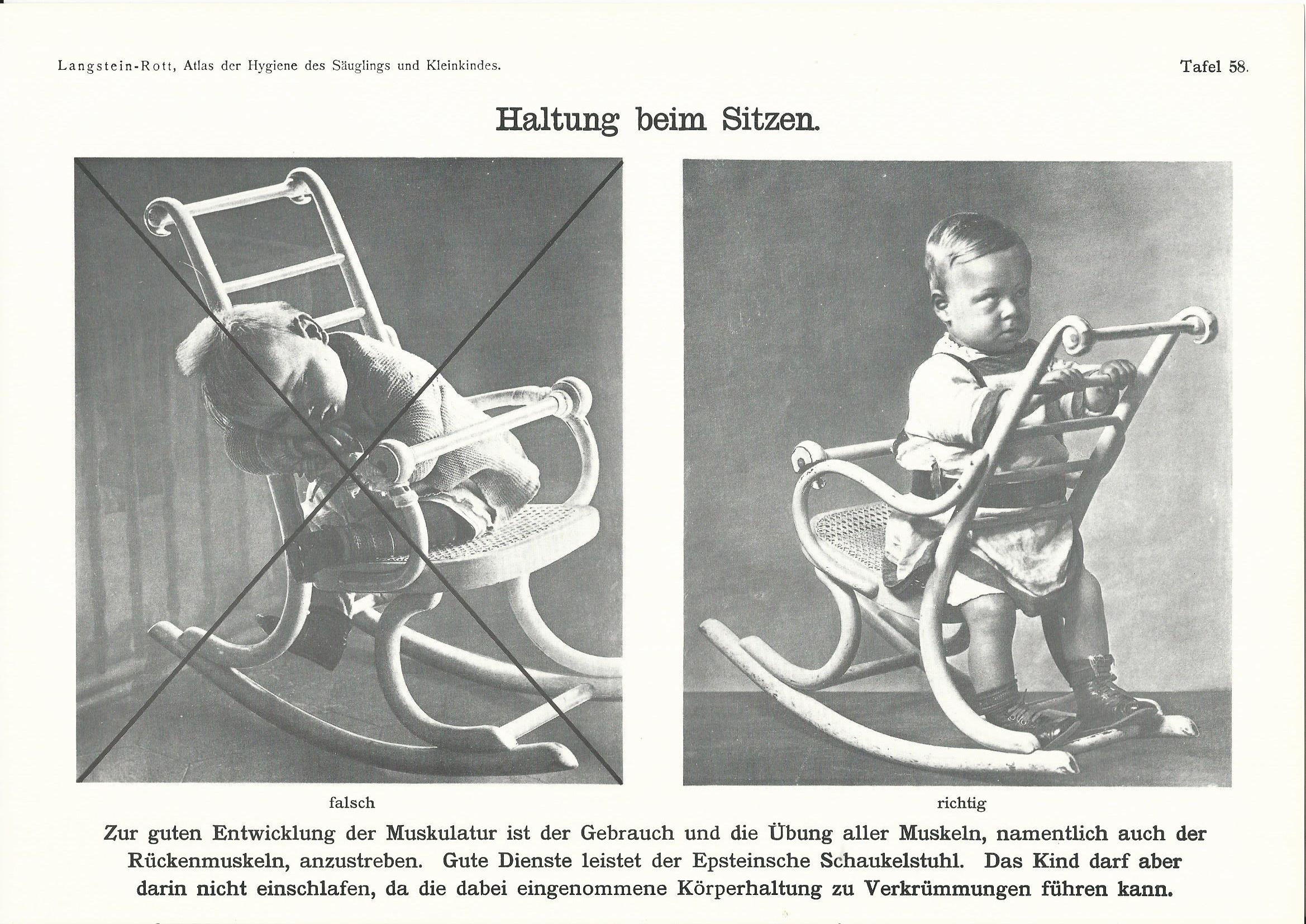
Darstellung des korrekten Gebrauchs der Epstein-Schaukel für "Rachitiker und Schwächlinge"

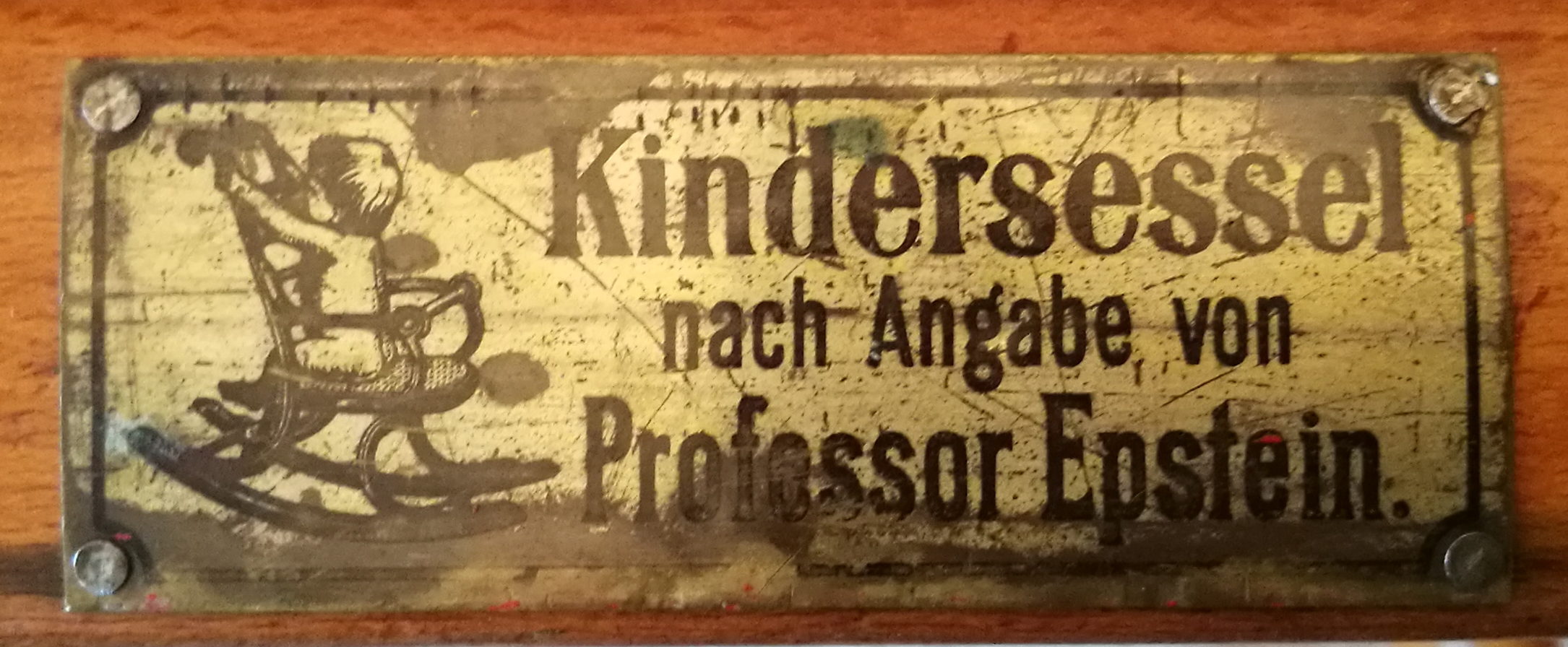
Kindersessel nach Epstein – Größe 2, Thonet, Schild am Sitzbrett

## Bedeutung
Nach Alois Epsteins 1894 in Berlin erschienenem Aufsatz wird die Pseudodiphtherie als Epsteinsche Krankheit bezeichnet. Er ist zudem Namensgeber der Epstein-Perlen, Hornperlen in der Mittellinie des weichen Gaumens bei Neugeborenen.
Außerdem entwickelte er die Epstein-Schaukel, ein orthopädisches Möbel für Kleinkinder, welches in keiner Kinderstube fehlen sollte und als „die beste Erfindung der Kinderheilkunde“ tituliert wurde.

## Schriften (Auswahl)
- Beitrag zur Kenntnis des systolischen Schädelgeräusches der Kinder. 1879
- Ein Schaukelsessel für kleine Rachitiker und Schwächlinge. In: Zentralblatt für Kinderheilkunde, 8, 1890, S. 194 ff.
- Über Pseudodiphtheritis septhaemischen Ursprungs, Berlin 1894
- Über Kinderschutz und Volksvermehrung mit besonderer Beachtung der Verhältnisse in Böhmen. 1910
- Über die Notwendigkeit eines systematischen Unterrichts in der Säuglingspflege an Hebammenlehranstalten. 1916